# Американские стрижи
Американские стрижи (лат. Cypseloides) — род птиц семейства стрижиных.
Распространены в Северной и Южной Америках.

## Описание
Род включает средних и мелких стрижей. В Коста-Рике масса белогорлого американского стрижа составляет в среднем 35,27 г, чёрного — 35,71 г, а пятнистолобого — 22,9 г. Форма крыла отличается от типичной стрижиной (острые загнутые крылья), крылья американских стрижей более широкие и прямые, пятое второстепенное маховое перо отсутствует. Такая особенность является характерной чертой всех представителей подсемейства Cypseloidae. Длина крыла — 136,64 мм, 159,15 мм и 128,9 мм, соответственно. В среднем американские стрижи считаются крупнее, чем стрижи рода Streptoprocne.
Хвост у американских стрижей короткий, квадратный, закруглённый или слегка раздвоённый. Некоторые американские стрижи упираются хвостом в стену во время сидения. При этом у белогорлого американского стрижа прямой хвост с хорошо развитыми шипами, а у пятнистолобого — слегка скруглённый, с менее развитыми шипами. Чёрный американский стриж не использует хвост для поддержки во время сидения, возможно именно этим объясняется то, что рулевые перья не имеют острых шипов. Лак полагал, что в отличие от колючехвостов, у которых рулевые перья вытянулись в результате специализации, у представителей подсемейства Cypseloidinae кончики перьев потеряли бородки из-за трения. Длина хвоста — 44,02 мм, 53,55 мм и 44,22 мм. По сравнению с остальными американскими стрижами нога и цевка белогорлого американского стрижа заметно крупнее. Мануэль Марин (Manuel Marin) и Фрэнк Гарфилд Стайлс связывают это с необходимостью удерживать большой вес птиц, однако заметили исключительно маленькие ногу и цевку чёрного американского стрижа, обладающего схожей массой.
Голова небольшая. Птицы имеют схожие размеры клюва, при этом у них заметно отличаются форма и размеры ноздрей: ноздри белогорлого американского стрижа — округлые, а чёрного американского стрижа — щелевидные.
Для американских стрижей характерно равномерное тёмное оперение, более светлое на голове, особенно на лбу и подбородке, иногда с малозаметными отметинами на лице, но никогда с полным воротником. У пятнистолобого американского стрижа (Cypseloides cherriei) пятна расположены по сторонам лба, у белогорлого американского стрижа (Cypseloides cryptus) — по сторонам лба и на подбородке, у тёмного американского стрижа (Cypseloides fumigatus) — иногда белый подбородок. У сумеречного американского стрижа (Cypseloides senex) голова сероватая, а у чёрного американского стрижа (Cypseloides niger) белых пятен нет. По-видимому, птицы приобретают взрослое оперение через два года, то есть во время своего первого сезона размножения имеют в основном коричневый окрас. Марин и Стайлс отметили такую особенность у пятнистолобого (Cypseloides cherriei), белогорлого (Cypseloides cryptus) и чёрного (Cypseloides niger) американских стрижей в Коста-Рике.
Из-за похожего внешнего вида птиц очень тяжело различить в воздухе. По сравнению с другими видами, у белогорлого американского стрижа очень короткие крылья и хвост, а у чёрного — очень длинные. Вместе с тем, площадь крыла у них не сильно отличается, так как у последнего крылья заметно уже. Корректному определению пойманных американских стрижей внутри рода способствует соотношение длины цевки к длине крыла. По этим показателям выделяют крупного сумеречного американского стрижа (Cypseloides senex), пару белогорлого американского стрижа и Cypseloides storeri и надвид, включающий четыре вида: тёмного (Cypseloides fumigatus), белогрудого (Cypseloides lemosi), чёрного американского стрижей и стрижика Ротшильда (Cypseloides rothschildi).
Вместе с тем, американские стрижи заметно отличаются от других стрижиных. Вилохвостые (Panyptila) и карликовые стрижи (Tachornis) имеют обтекаемую форму, тонкие крылья и длинные хвосты с глубокой вилкой. Короткохвостый Антильский пальмовый стриж (Tachornis phoenicobia) заметно меньше и легче единственного американского стрижа, обитающего на островах Карибского моря. Форма хвоста у иглохвостов (Chaetura) близка американским стрижам, но значительно короче, кроме того эти рода существенно отличаются формой крыла и размерами головы. У мохноногих стрижей (Aeronautes) более острые крылья, внутренние второстепенные маховые перья очень широкие. Другие представители подсемейства Cypseloidinae — стрижи рода Streptoprocne — заметно крупнее и мощнее американских стрижей. Отличается и сам полёт американских стрижей, они совершают медленные взмахи крыльев (исключение составляет похожий на летучих мышей полёт белогорлого американского стрижа). Вместе с тем, движения крыльев не такие глубокие и расслабленные, как у Streptoprocne. Крылья вытянуты под прямым углом к телу и кажутся очень жёсткими, а сам полёт неустойчивым, лишённым манёвренности других стрижиных.
Несмотря на то, что большинство способных к эхолокации стрижей принадлежат к трибе саланган, учёные полагают, что некоторые другие стрижи также обладают этой способностью. В частности, звуковые сигналы, напоминающие эхолокационные, издают белогорлый и пятнистолобый американские стрижи.

## Распространение
Представители рода Cypseloides обитают в основном в тропических районах Америки. Исключение составляет чёрный американский стриж, ареал которого простирается на север до юго-востока Аляски.

## Питание
Американские стрижи, как и другие стрижиные, ловят насекомых в полёте. Вместе с тем, в желудке белогорлого американского американского стрижа были обнаружены настоящие листоблошки (Psyllidae), слабо активные большую часть своего жизненного цикла. Возможно, эти стрижи снимали последних непосредственно с листьев. Такой способ охоты крайне редок среди стрижей, предполагается, что птицы при этом существенно снижают скорость. Подобное поведение наблюдалось у серобрюхого (Chaetura vauxi) и короткохвостого (Chaetura brachyura) иглохвостов. Известно также, что некоторые виды стрижей могут снимать насекомых с поверхности водоёмов.
Роящиеся насекомые составляют основу рациона стрижей подсемейства независимо от размеров птиц. Первым это отметил Генри Август Хеспленхайде в 1975 году в отношении крупных стрижей рода Streptoprocne, а Чарльз Коллинз (англ. Charles T. Collins) распространил это наблюдение на всех стрижей подсемейства. При этом учёный отметил, что схожие принципы кормления могут наблюдаться у некоторых саланган. Коллинз предположил, что для обнаружения подходящих источников питания им приходится преодолевать бо́льшие расстояния и кормиться на бо́льшей территории, чем другие стрижи.
Для представителей подсемейства самыми важными элементами рациона являются перепончатокрылые (Hymenoptera), в частности муравьи, и термиты (Isoptera), в рацион также входят двукрылые (Diptera), подёнки (Ephemeroptera), жесткокрылые (Coleoptera), полужесткокрылые (Hemiptera), равнокрылые (Homoptera). Согласно исследованиям рода Cypseloides, маленький вид — пятнистолобый американский стриж — в основном ловит насекомых длиной 1—5 мм (87,3 % рациона), средний вид — белогорлый американский стриж — 3—5 мм (41,3 %) и 10—12 мм (38,4 %), самый крупный — чёрный американский стриж — 8—11 мм (82,3 %).
Стрижи подсемейства Cypseloidinae обычно крайне редко кормят своих птенцов. Интервалы кормления чёрного американского стрижа превышают несколько часов. Возможно, кормление происходит один раз в день на закате. Насекомые не склеены слюной, а содержатся в пищеводе разрозненной массой, из-за чего приносят больше еды за раз. Чёрные американские стрижи отрыгивают насекомых, находящихся в горле постепенно, за несколько вечерних минут осуществляя многократное кормление, и продолжая кормить птенца ресурсами из горла ещё несколько раз на протяжении ночи.

## Систематика
В 1940 году Джеймс Ли Питерс опубликовал классификацию птиц, в которой рассматривал род Cypseloides как один из девяти родов подсемейства Chaeturinae, которое по установленной тогда классификации выделялось в семействе стрижей. Хартерт определял только три рода в этом подсемействе, относя к роду Cypseloides стрижей с "somewhat stiffened rectrices and no spiny tips", которые у Питерса были отнесены к родам Cypseloides, Aerornis (частично), Nephoecetes, а также Chaetura rutilus (три крупных представителя рода Streptoprocne Хартрет относил к Chaetura). Зиммер следовал классификации Хартрета и вернул в род такие виды как Aerornis senex, Chaetura rutila, Nephoecetes niger. Лак посчитал semicollaris и senex связующим звеном между Streptoprocne и Cypseloides и заключил всех вышеназванных птиц в один род.
На основании размеров крыла, плюсны и хвоста, Наварро и другие учёные разбили американских стрижей на группы. Чёрный американский стриж, тёмный американский стриж и стрижик Ротшильда характеризуются длинными крыльями и короткими лапами, их пропорции пересекаются. Отдельные группы представляют крупный сумеречный американский стриж, малые стрижи с малыми характеристиками — красношейный и пятнистолобый, стрижи среднего размера с относительно крупной цевкой — белогорлый и белогрудый. Международный союз орнитологов относит красношейного американского стрижа и венесуэльского стрижика к роду Streptoprocne. Типовым представителем является тёмный американский стриж (Cypseloides fumigatus).
В некоторых источниках к роду американских стрижей относят два вымерших вида: Cypseloides ignotus Milne-Edwards 1871 и Cypseloides mourerchauvireae Mlikovsky 1988, обнаруженных в Европе. Однако, Майр в 2003 году посчитал первого синонимом Aegialornis gallicus, который был описан Lydekker 1891 и обнаружен в том же Quercy позднего эоцена, а второго, на основе более ранних исследований Mourer-Chauvire, — синонимом Procypseloides cf. ignotus. Этот вид является одним из самых древних известных представителей краун-группы стрижеобразных.

### Виды
Международный союз орнитологов относит к роду американских стрижей 8 современных видов:
| Виды                                                             | Виды                             | Виды        | Виды                                               | Виды                                                                                              |
| Научное название                                                 | Русское название                 | Изображение | Описание                                           | Распространение                                                                                   |
| ---------------------------------------------------------------- | -------------------------------- | ----------- | -------------------------------------------------- | ------------------------------------------------------------------------------------------------- |
| Cypseloides cherriei Ridgway, 1893                               | Пятнистолобый американский стриж |             | Общая длина — см, масса — г.                       | Обитает в Коста-Рике, на севере Венесуэлы и Эквадора.                                             |
| Cypseloides cryptus Zimmer, 1945                                 | Белогорлый американский стриж    |             | Общая длина — см, масса — г.                       | Обитает в Белизе, Гайане, на севере Бразилии и юго-востоке Перу.                                  |
| Cypseloides fumigatus (Streubel, 1848)                           | Тёмный американский стриж        |             | Общая длина — см, масса — г.                       | Обитает на востоке Боливии и Парагвая, северо-востоке Аргентины и юго-востоке Бразилии.           |
| Cypseloides lemosi Eisenmann & Lehmann, 1962                     | Белогрудый американский стриж    |             | Общая длина — см, масса — г.                       | Обитает в Колумбии, на северо-востоке Эквадора и на северо-западе Перу.                           |
| Cypseloides niger (Gmelin, 1789)                                 | Чёрный американский стриж        |             | Общая длина — см, масса — г. Выделяют три подвида. | Обитает на западе Северной и Центральной Америки.                                                 |
| Cypseloides rothschildi Zimmer, 1945                             | Стрижик Ротшильда                |             | Общая длина — см, масса — г.                       | Обитает на юге Боливии и Перу и на северо-западе Аргентины.                                       |
| Cypseloides senex (Temminck, 1826)                               | Сумеречный американский стриж    |             | Общая длина — см, масса — г.                       | Обитает в Бразилии, на северо-востоке Боливии, на Востоке Парагвая и на северо-востоке Аргентины. |
| Cypseloides storeri Navarro, Peterson, Escalante & Benitez, 1992 | Белогрудый американский стриж    |             | Общая длина — см, масса — г.                       | Обитает на юго-западе Мексики.                                                                    |